# Лагерные бордели в нацистской Германии

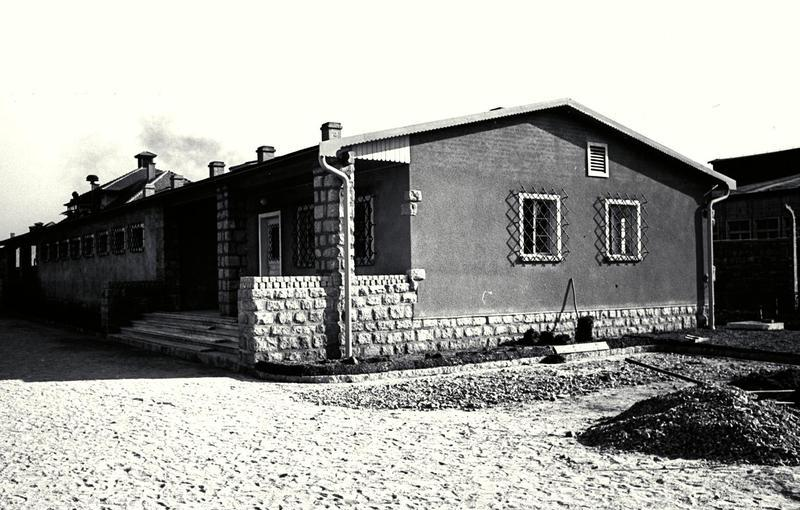
Здание лагерного борделя в Гузене I

Ла́герные борде́ли в наци́стской Герма́нии — публичные дома на территории концентрационных лагерей. По предложению рейхсфюрера СС Гиммлера, такие заведения должны были повышать производительность труда заключённых. Всего в 1942—1945 годах были открыты 10 лагерных борделей, через которые прошли несколько сотен женщин. Тема лагерных борделей была табуирована в исследованиях концлагерей до 1990-х годов.

## История
| Лагерь          | Дата            |
| --------------- | --------------- |
| Маутхаузен      | июнь 1942       |
| Гузен           | июнь 1942       |
| Аушвиц          | 30 июня 1943    |
| Бухенвальд      | 15 июля 1943    |
| Флоссенбюрг     | 25 марта 1944   |
| Нойенгамме      | весна 1944      |
| Дахау           | май 1944        |
| Дора-Миттельбау | конец лета 1944 |
| Заксенхаузен    | 8 августа 1944  |

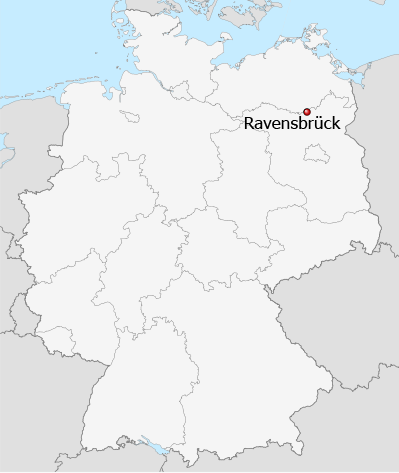
Местоположение концлагеря Равенсбрюк на территории Германии

В нацистской Германии заключённых концлагерей принуждали заниматься проституцией в «специальных заведениях» (нем. Sonderbauten), чтобы поощрять лояльных узников. Невольниц-проституток рекрутировали в основном из концентрационного лагеря Равенсбрюк, основной контингент которого составляли женщины. По идее рейхсфюрера СС Гиммлера, изложенной в письме к Освальду Полю, управлявшему концлагерями, от 23 марта 1942 года, «возможность прилежно трудящимся заключённым посетить бордель и насладиться обществом женщины» должна была повышать работоспособность узников. Идея была окончательно кодифицирована распоряжением Поля от 15 мая 1943 года, включившим посещение борделей в список разрешённых поощрений узников лагерей, наряду с улучшенными условиями содержания, усиленными рационами, денежными вознаграждениями и покупкой табачных изделий.
Первый публичный дом для узников открыли в июне 1942 года в лагере Маутхаузен в Верхней Австрии. Он располагался в десяти небольших комнатках с зарешеченными окнами «барака № 1». По разработанному нормативу — одна проститутка на 300—500 мужчин — сначала были отобраны 10 женщин. В том же году был открыт лагерный бордель в Гузене.
В концлагере Освенцим публичный дом открыли в начале июня 1943 года в блоке 24а (хотя были планы специально для этого построить блок № 93). В Бжезинке и в Освенциме III в лагерный бордель отобрали примерно 60 женщин-заключённых (немки, польки, украинки). Для заключённых его посещение было формой награды за трудовые успехи. Отдельным приказом членам СС рекомендовалось посещение публичного дома города Освенцима и запрещался секс с женщинами из лагерного борделя.
По другим данным, этот бордель был открыт 30 июня 1943 года, а 15 июля того же года ещё один бордель был запущен в Бухенвальде. В последнем это заведение носило название «Lagerbordell», целью которого было «стимулирование высоких показателей труда». В состав входило 16 женщин, которые были присланы из Равенсбрюка.

## Положение узниц в лагерных борделях
Всего через лагерные бордели в десяти лагерях прошло, по различным оценкам, от 200 до 500 женщин. Более 60 % из заключённых-проституток были немками, кроме того, в «командах особого назначения» были польки, узницы из Советского Союза и одна голландка. Евреек среди них не было, евреи-заключённые также не имели права посещать лагерные бордели, только немцы или «арийцы» могли претендовать на подобную привилегию. Кроме того, бордели использовались для принудительного тестирования «исправления» узников-гомосексуалов. Примерно 70 % заключённых-проституток попали в концлагеря как «асоциальные элементы», причём некоторые ранее на свободе занимались проституцией.
Отобранных для лагерных борделей женщин помещали в лазарет, где их приводили в форму — им делали уколы кальция, чистили им кожу специальными щётками, купали в дезинфицирующих ваннах, усиленно откармливали и оставляли загорать под кварцевыми лампами. Затем они переводились в сами бордели, которые представляли собой типично огороженные строения на краю лагеря, охранявшиеся вначале женским персоналом СС, а с конца 1943 года — заключёнными, набиравшимися преимущественно из пожилых узниц Равенсбрюка. В борделях имелись комнаты для врачей, комнаты ожидания, ватерклозеты и душевые.
Посещения борделей разрешались практически только привилегированным узникам: надсмотрщикам, старостам и тому подобным, при этом стоимость посещения была велика — 2 рейхсмарки. Длительность посещения была регламентирована 15 минутами, уединение во время соития не предоставлялось — комнаты имели глазки для надзора, разрешалась только миссионерская поза. Ежедневная норма одной узницы составляла 8 мужчин на два часа вечером. Беременели в борделях редко как из-за принудительной стерилизации многих узниц, так и из-за тяжёлых условий содержания, при выявлении беременности женщину заменяли и обычно отправляли на аборт. Для профилактики распространения венерических заболеваний посетителям предоставляли дезинфицирующие мази, а у проституток постоянно брали мазки на триппер и кровь на сифилис, заражённых также заменяли.
Положение лагерной проститутки, крайне унизительное с обычной точки зрения, в чудовищных условиях концлагеря многими узницами расценивалось как желанное и престижное, почти все лагерные проститутки дожили до освобождения. Кроме того, женщин завлекали слухи о том, что после шести месяцев работы в борделе узниц освобождают, хотя обычно после этого срока их либо оставляли работать дальше, либо возвращали в лагерь. Мнимая «добровольность» участия женщин в лагерных борделях послужила одной из причин стигматизации жертв и последующего табуирования исследований этого явления.

## Историография
Тема не затрагивалась на Нюрнбергском процессе и была табуирована в научных исследованиях до 1990-х годов, однако в 1970-е годы использовалась в эксплуатационном кино на нацистскую тематику (фильмы «Ильза, волчица СС», «Последняя оргия Третьего рейха», «Лагерь любви 7», «Экспериментальный лагерь СС» и «Свастика на животе»). Кроме того, о наличии публичного дома в Бухенвальде упоминалось в романе Георгия Свиридова «Ринг за колючей проволокой» (1960):

Из каждого эшелона отбирали узниц и для бухенвальдского публичного дома. Отбором занимался лагерфюрер Шуберт. Каждую жертву тщательно осматривали врачи, а потом и сам начальник Гигиенического института майор СС Говен.

Даже в капитальных трудах 1990-х годов по рабскому труду в нацистских концентрационных лагерях тема принуждения к проституции упоминается вскользь или вообще обходится стороной, что Криста Шикорра связывает с общим замалчиванием сексуального насилия по отношению к женщинам в европейском обществе.
Немецкий культуролог и историк в 2009 году Роберт Зоммер избрал эту тему для своей диссертации:

Существование в Заксенхаузене, Дахау и даже Освенциме борделей, в которых узниц женских концлагерей принуждали к занятию проституцией, до сих пор остается малоизвестным аспектом нацистского террора. На протяжении 9 лет… Роберт Зоммер исследовал документы, разбросанные по архивам и мемориальным комплексам разных стран… Собрал богатый материал, развенчивающий миф, будто национал-социалисты запрещали проституцию и решительно с ней боролись. Режим стремился, скорее, к тотальному контролю над проститутками; такая политика проводилась как в «старом рейхе» (в особенности после начала войны), так и на оккупированных территориях. Разветвлённая сеть борделей, действовавших под контролем государства, покрывала собой в те годы пол-Европы.

О лагерных борделях, борделях вермахта, борделях в американской и итальянской армиях, о японских «станциях комфорта» рассказывается в книге Рафаэля Гругмана «Женщина и война. От любви до насилия», (2018), главы «Лагерные бордели и бордели для принудительных рабочих в нацистской Германии», «Армейские бордели вермахта», «Итальянское бордельеро», «Американская армия: бордели на Гавайях», «Восточный фронт: солдатские бордели», «Японская армия: станции комфорта».